# Нанкин Фусин (станция метро)
«Нанкин Фусин» (кит. 南京復興, до 2014 года — Восточная Нанкинская улица) — станция линии Вэньху Тайбэйского метрополитена, открытая 28 марта 1996. Располагается между станциями «Средняя школа Чжуншань» и «Чжунсяо-Фусин». Находится на территории районов Чжуншань и Суншань в Тайбэе.

## Техническая характеристика
Станция «Восточная Нанкинская улица» — эстакадная с боковыми платформами. Для перехода на противоположную платформу оборудован мостик над путями. На станции есть один выход, оборудованный эскалаторами и лифтом. На станции установлены платформенные раздвижные двери.

## Перспективы
В будущем у станции «Восточная Нанкинская улица» появится переход на участок Суншань (продолжение линии Синьдянь), который сейчас строится. Открытие пересадочного узла ожидается в 2013 году.

## Близлежащие достопримечательности
Недалеко от станции находятся Тайваньский музей миниатюры и Музей бумаги имени Шухуо.